# Ellingkvinnan

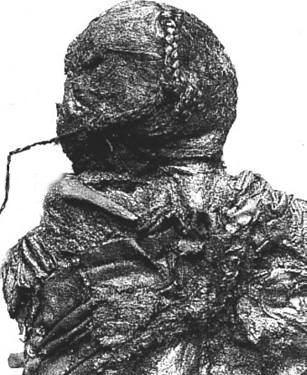
Resterna av Ellingkvinnan bakifrån.

Ellingkvinnan (danska: Ellingpigen) är ett så kallat mosslik från järnåldern, cirka 200 f.Kr., som påträffades år 1938 vid torvgrävning i en mosse vid Bjældskovdal på Jylland i Danmark. Man trodde först att fyndet var rester av ett djur men när det undersöktes närmare hittade man rester av ett vävt bälte av ull och insåg att det måste vara rester av en människa.
Ellingkvinnan daterades år 1976 av forskare vid Nationalmuseet i Köpenhamn med hjälp av kol-14-metoden. Hon var omkring 30 år gammal när hon dog och hade hängts med ett läderrep. Efter döden lades hon på vänster sida i en grav i torvmossen med huvudet mot norr.
Tolv år senare påträffades den välbevarade Tollundmannen några tiotal meter därifrån i samma torvmosse. Fynden är utställda på Silkeborg Museum.

## Klädsel

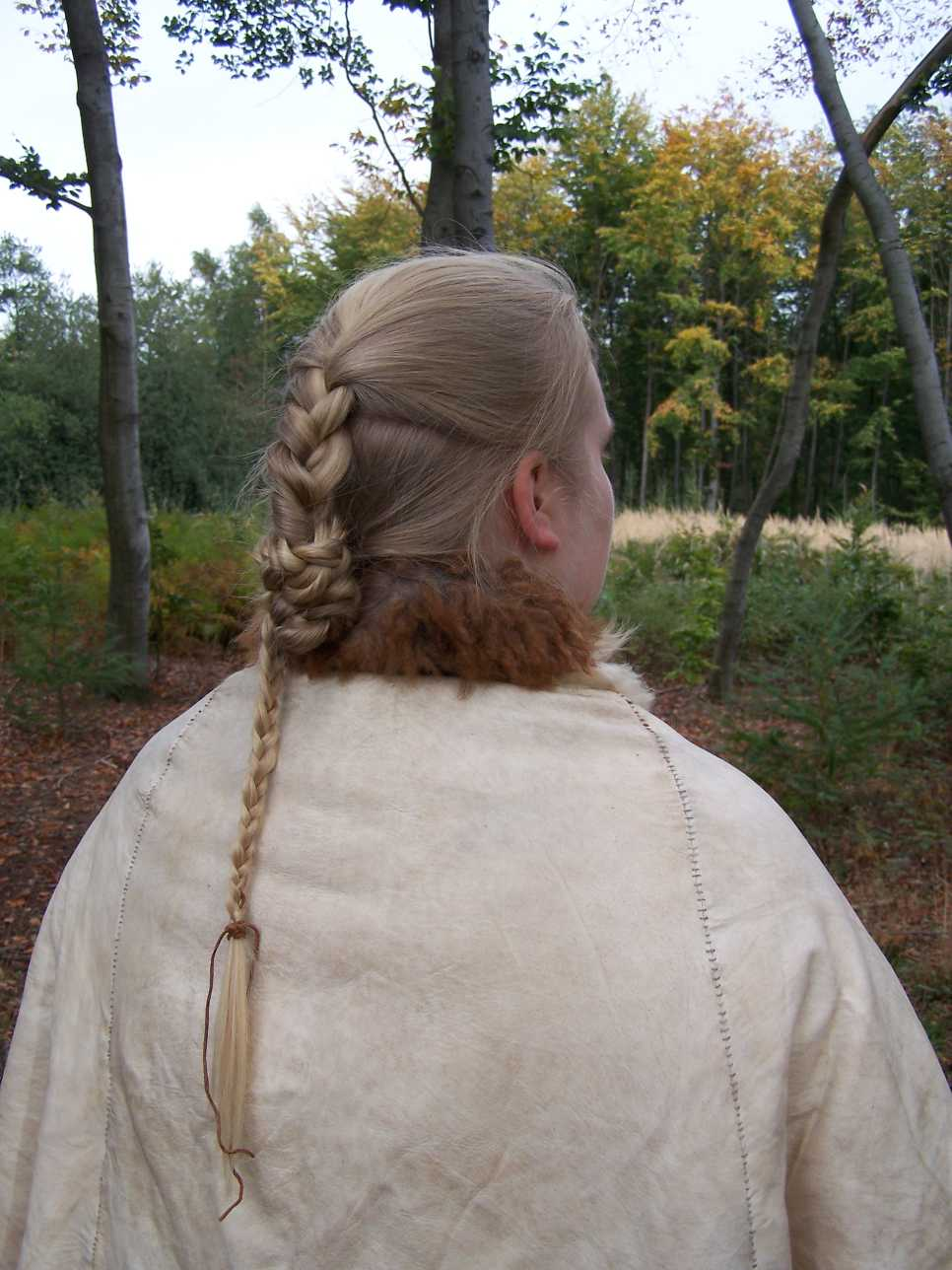
Rekonstruktion av Ellingkvinnans frisyr och klädsel.

Ellingkvinnan var iklädd en kåpa av fårskinn med pälssidan inåt som nådde henne till mitt på låret. Hon  hade också ett koskinn om benen när hon lades ner i mossen. Det långa håret var konstfärdigt flätat och den cirka 90 centimeter långa flätan hade knutits ihop med kortare flätor på två ställen. Håret har rödfärgats av  mossvattnet.